# Крід III: Спадок Роккі Бальбоа
«Крід III: Спадок Роккі Бальбоа» (англ. Creed III) — американська спортивна драма режисера-дебютанта Майкла Б. Джордана за сценарієм Кінана Куглера та Зака Бейліна та за мотивами сюжету Раяна Куглера. Продовження фільмів «Крід: Спадок Роккі Бальбоа» (2015) та «Крід II: Спадок Роккі Бальбоа» (2018) і дев'ята частина франшизи «Роккі». У ньому зіграли Майкл Б. Джордан, Тесса Томпсон, Філісія Рашад і Джонатан Мейджорс. Прем'єра фільму відбулася 3 березня 2023 року компаніями United Artists Releasing у США та Warner Bros. по всьому світу.

## Актори
- Майкл Б. Джордан — Адоніс «Донні» Крід
- Тесса Томпсон — Б'янка Тейлор
- Джонатан Мейджорс — Даміан «Діамантова дама» Андерсон
- Вуд Гарріс — Тоні Еверс
- Флоріан Мунтяну — Віктор Драго
- Філісія Рашад — Мері Енн Крід
- Тоні Белью — Рікі «Красунчик» Конлан
- Теренс Кроуфорд — спаринг-партнер

## Виробництво

### Розвиток
У грудні 2018 року Сильвестр Сталлоне висловив зацікавленість у тому, щоб Деонтей Вайлдер зіграв сина Клаббера Ленга в потенційному Creed III. Сталлоне і Джордан висловили взаємний інтерес до такого персонажа, який з'явиться в сюжеті наступної частини, а Сталлоне заявив, що не буде проти вибору кастингу. У вересні 2019 року Джордан підтвердив, що Creed III офіційно перебуває в активній розробці.

### Зйомка
Основні зйомки почалися наприкінці січня 2022 року, коли Джордан був помічений на зйомках фільму в Атланті, штат Джорджія.

## Вихід
Спочатку планувалося випустити фільм 23 листопада 2022 року, проте згодом вихід перенесли на 3 березня 2023 року.